# Moghrar Tahtani
Moghrar Tahtani (arabe : مغرار تحتاني), est une oasis de la commune de Moghrar, dans la wilaya de Naâma en Algérie. Située à 200 km au nord-est de Béchar.
Avec ses 40 hectares qui s’étalent sur les deux rives de l’Oued Moghrar, la palmeraie de Moghrar Tahtani compte 16 000 palmiers. Parmi les variétés de palmiers dattiers que l'on peut rencontrer, on retrouve la variété H'mira,la variété El Hartan, la variété Feggous et la variété Aghrass. Les deux dernières étant caractérisées par leur fruit ovoïde noir . Elles ont également la particularité de se conserver pendant un an à l’air libre .
L’oasis compte également des cultures étagées d'arbres fruitiers comme le figuier, l'abricotier, l'olivier, le grenadier, le pommier, le poirier et des cultures maraîchères .

## Histoire
L'oasis est le premier centre de la révolte menée par Cheikh Bouamama de 1881-1908 contre la colonisation française.